# اورلوفکا (شهرستان یانائولسکی، باشقیرستان)
اورلوفکا (انگلیسی: Orlovka, Yanaulsky District, Republic of Bashkortostan) یک شهرک در شهرستان یانائولسکی استان باشقیرستان کشور روسیه است.